# László Fidel
László Fidel, né le 29 juin 1965 à Vác, est un kayakiste hongrois pratiquant la course en ligne.

## Palmarès

### Jeux olympiques de canoë-kayak course en ligne
- 1992 à Barcelone,  Espagne
  -  Médaille de bronze en K-4 1000m [1]